# Robert Bertrand de Briquebec
Robert Bertrand, VII barone de Briquebec, visconte di Roncheville, signore di Fontenay-le-Marmion e Magueville (... – 1347), è stato un militare francese, maresciallo di Francia nel 1325.

## Biografia

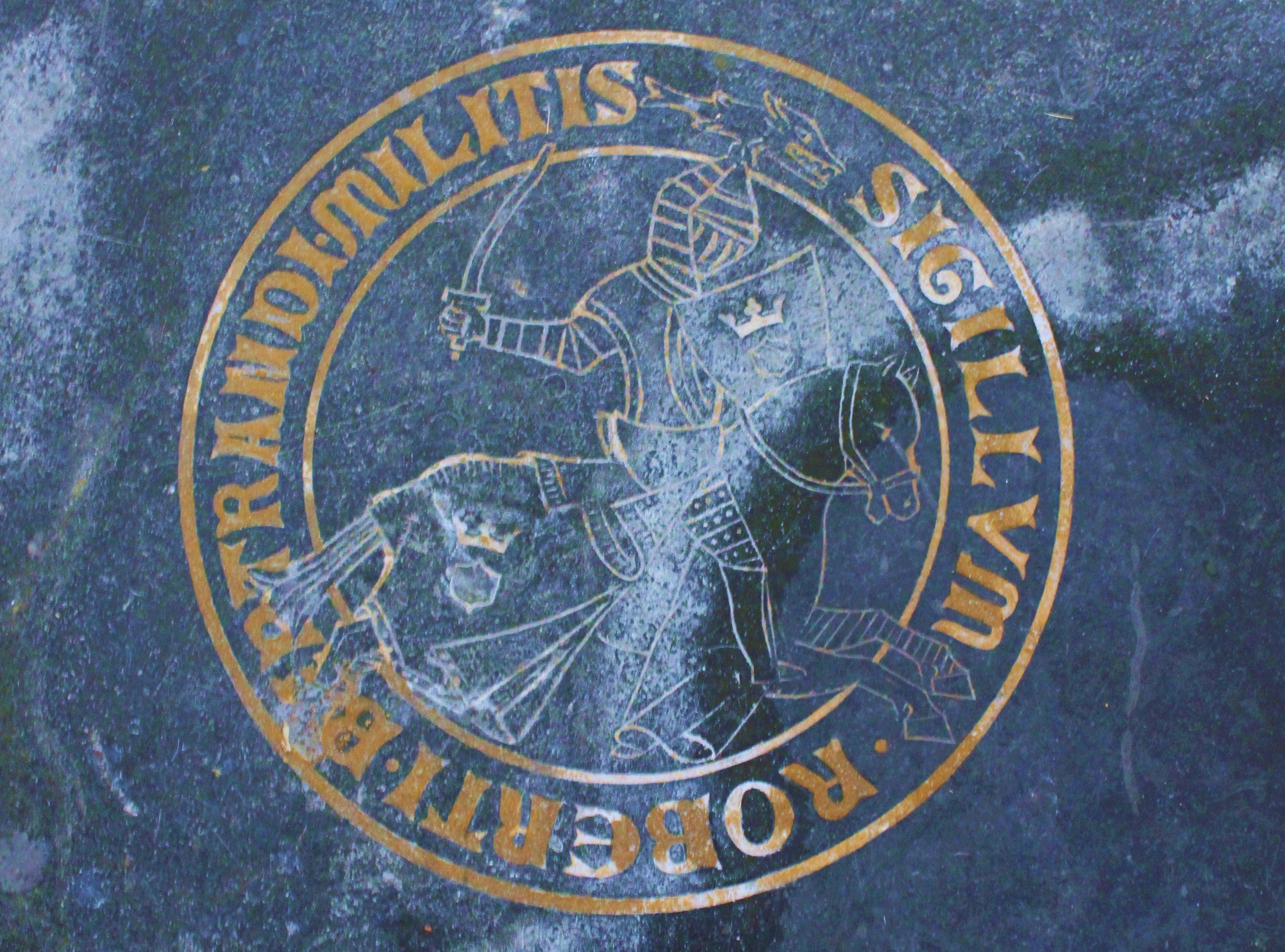
Sigillo di Robert Bertrand de Briquebec

Già nel 1320 fu impiegato per incarichi reali, inviato in Lorena presso Henri de Aspremont, arcivescovo di Verdun; l'anno successivo si recò in qualità d'ambasciatore, con i cavalieri Jean Labbé e Renaud de Lor, presso il re di Boemia Giovanni I.
Nel 1325 fu incaricato di recarsi in Normandia nel baliaggio di Cotentin per sorvegliare la costa, e vi rimase 47 giorni. Probabilmente in questo periodo ricevette la nomina a maresciallo di Francia.
Essendo scoppiata in Guienna la guerra contro gli inglesi, vi fu inviato insieme al connestabile Raoul I di Brienne portando con sé 210 uomini d'arme. Prese il comando dell'armata in sostituzione del connestabile Alfonso de la Cerda detto el de España, caduto malato, e fu nominato, con lettera del 22 gennaio 1327, capitano-luogotenente del re Carlo IV e comandante della provincia di Linguadoca, con ordine di obbedienza nei suoi confronti per il siniscalco di Tolosa, Périgord, Agenais e Rouergue e tutta la nobiltà locale.
Di ritorno dalla guerra fu inviato a Bruges, all'inizio del 1328, e quindi a Thérouanne, dove doveva tenersi una dieta per i fiamminghi.
Salito al trono, Filippo VI lo mandò a chiamare per l'incoronazione, che si tenne nella cattedrale di Reims il giorno della Santissima Trinità del 1328 e a cui Bertrand presenziò con un seguito di cinque cavalieri, 42 scudieri e 114 cavalli; dopo di che fu inviato presso La Rochelle per sorvegliare la costa.
Si trovava presente ad Amiens, alla cerimonia di omaggio che Edoardo III rivolse a Filippo il 6 giugno 1329.
Il 23 marzo 1338, a Rouen, con altri grandi del regno, formulò al sovrano la promessa di seguirlo nella guerra in preparazione contro l'Inghilterra in cambio della conferma delle franchigie e dei privilegi della Normandia; l'anno seguente fu impiegato nell'armata delle Fiandre e sulle frontiere dell'Hainaut.
Il 13 dicembre 1335 fu designato plenipotenziario del Re di Francia ai negoziati per la stipula di un trattato di alleanza con Alfonso XI di Castiglia, accordo che si concluse il 27 dello stesso mese alla presenza di Filippo VI, degli arcivescovi di Reims e Langres, del duca di Normandia, del conte d'Alençon, di Raoul di Brienne, del maresciallo Mathieu de Trie, del duca di Borgogna Jean de Chatillon e altre personalità del regno. Il 18 agosto successivo, con l'arcivescovo di Reims, consegnò ad Alfonso XI, a Siviglia, il trattato ratificato dal sigillo del Re di Francia..
Difese Tournai assediata nel 1340.
Servì nel 1342 nella guerra di Carlo di Blois contro il conte di Montfort.
Nel 1343 scoppiò una violenta disputa fra la sua famiglia e Geoffroy d'Harcourt, riguardo al matrimonio di Jeanne Bacon, figlia di Roger V Bacon ed ereditiera del ricco feudo di Molay Bacon. Geoffroy d'Harcourt si opponeva al matrimonio con Guillaume Bertrand, figlio cadetto di Robert, e quando il sovrano si pronunciò a favore dei Bertrand, Geoffroy intraprese una vera e propria guerra privata; Filippo VI intervenne duramente confiscandogli i beni e facendo decapitare alcuni suoi sostenitori: sembra tra l'altro che fosse in atto un complotto teso a porre la corona ducale di Normandia sul capo di Geoffroy, e a favorire le pretese di Edoardo III d'Inghilterra sul trono di Francia.
Deteneva ancora la carica di maresciallo il 10 dicembre 1343, secondo un atto del Parlamento di Parigi, e si dimise nel marzo 1344.
Due anni dopo il re lo inviò in soccorso di Caen assediata e poi conquistata dagli inglesi. Nel 1347 il sovrano gli assegnò una rendita di mille lire tornesi, ma non dovette goderne per molto tempo in quanto risultava deceduto nel 1348.

## Discendenza
Sposatosi con Marie de Sully il 3 maggio 1318, la coppia ebbe cinque figli:
- Robert Bertrand, morto alla battaglia di Crécy nel 1346
- Guillaume Bertrand, visconte di Roncheville morto alla battaglia di Mauron nel 1352, indicato come primo presidente del Parlamento di Parigi[1]
- Jeanne Bertrand la maggiore, sposò Guillaume Paynel, II barone d'Hambye
- Philippes Bertrand, signora di Roncheville, sposò Gerard Chabot, V barone di Rets
- Jeanne Bertrand la minore, sposò Guy de la Rocheguyon